# Nicholas Hoult
Nicholas Caradoc Hoult (Wokingham, 7 de dezembro de 1989), é um ator, modelo e produtor de cinema britânico.
Hoult é um ator versátil que atua desde os três anos de idade. Sua filmografia inclui papéis principais em grandes produções, trabalhos em produções convencionais e papéis principais em projetos independentes, nas indústrias cinematográficas americana e britânica. Sua estreia no cinema foi com o filme Intimate Relations (1996) aos cinco anos e ficou conhecido por seu papel comovente como Marcus em About a Boy (2002). Aos 17 anos, interpretou o personagem Tony Stonem na série britânica Skins (2007-2008), papel que o ajudou a fazer a transição de ator mirim para papéis mais sombrios na indústria cinematográfica, alcançando sucesso e reconhecimento. Seu salto Hollywood começou com o drama A Single Man (2019), pelo qual foi indicado ao BAFTA Rising Star Award.
Hoult alcançou grande reconhecimento ao estrelar a série dramática de comédia The Great (2020-2023), que lhe rendeu indicações para dois Globos de Ouro e um Prémios Emmy do Primetime.
Entre seu repertório estão o filme de ação Mad Max: Fury Road (2015) em que interpreta Nux e o filme Young Ones (2014); os filmes de fantasia Clash of the Titans (2010) e Jack the Giant Slayer (2013); os filmes de super-heróis X-Men: Primeira Classe (2013-2019) em que interpreta a versão jovem do Dr. Hank McCoy / Fera; os filmes biográficos Rebel in the Rye (2017) e Tolkien (2019); as comédias românticas Warm Bodies (2013) e Equals (2015); as comédias negras The Favorite (2018), The Menu (2022) e Renfield (2023); os filmes de drama Sand Castle (2017), The Current War (2019), True History of the Kelly Gang (2019) e The Banker (2020); o filme de terror gótico Nosferatu (2024); e Superman (2025).
Em 2012, ele apareceu na lista anual da Forbes 30 Under 30. Ele também apareceu em um videoclipe dos Rolling Stones  e possui sua própria produtora de filmes conhecida como Dead Duck Films.

## Biografia
Nicholas Caradoc Hoult nasceu em Wokingham, Berkshire no dia 7 de dezembro de 1989. Seu nome do meio, Caradoc (pronuncia-se /ka.ˈrɑː.dɔk/), é galês e se traduz como "o amado".

### Início da vida
Filho da professora de piano Glenis Brown e do piloto Roger Hoult. Sua tia-avó paterna era Dame Anna Neagle, uma atriz de teatro e filme ativa nas décadas de 1930 e 1940. Ele tem três irmãos: um irmão mais velho, James, que é estudante de biologia nos Estados Unidos; e duas irmãs, Rosanna e Clarista, ambas atrizes de televisão. Hoult passou a maior parte de sua infância na residência de sua família em Sindlesham, uma aldeia de propriedade no bairro de Wokingham. Seus irmãos mais velhos estavam interessados em atuar e dançar desde cedo, tendo aulas e participando de audições. Quando criança, ele começou a acompanhá-los e desenvolveu seu próprio interesse em atuar. Ele discutiu sua infância e seu relacionamento com seus irmãos em uma entrevista de 2011 com o The Guardian dizendo: "Nós éramos crianças ao ar livre muito normais correndo no jardim e fazendo casas nas árvores ... era muito normal". Sua mãe o acompanhou no set de todos os seus projetos até começar a filmar a série de televisão Skins quando tinha 17 anos.

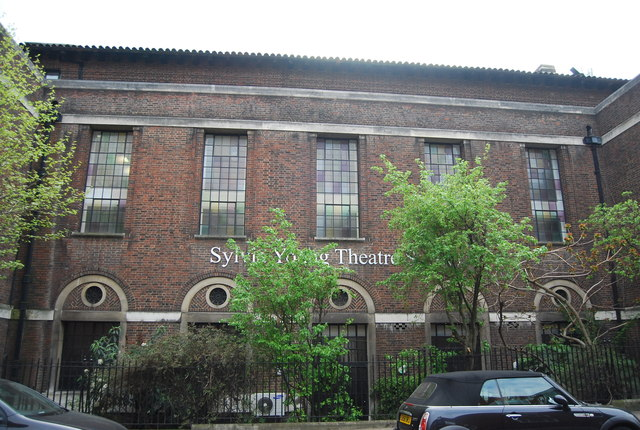
Hoult participou a escola de atuação na Sylvia Young Theatre School.

Durante a infância de Hoult, seu pai trabalhava regularmente fora de casa e seu irmão estava na escola. Como resultado, ele passou a maior parte do tempo com a mãe e as irmãs; ele disse que ter sido criado por mulheres pode tê-lo ajudado a "evitar algumas armadilhas que pessoas que não cresceram com mulheres cairiam". Hoult foi educado no The Coombes Nursery em Arborfield e na Arborfield Church of England Junior School. Ele praticou balé com suas irmãs e participou de produções de Swan Lake e The Nutcracker no English National Ballet. Embora ele inicialmente quisesse obter certificados de nível avançadoem inglês, biologia e psicologia, em 2002, aos 12 anos de idade, decidiu frequentar a escola de atuação na Sylvia Young Theatre School. Aos 14 anos, ele partiu para a escola secundária Ranelagh da Igreja da Inglaterra. Hoult tocava trombone quando criança e era membro do coro local.
Quando ele tinha 13 anos, enquanto filmava a série de televisão Keen Eddie, Hoult encenou uma cena em que ele deveria ser atropelado por um ônibus, porém, o ônibus parou tarde demais e o atingiu a toda velocidade. "Esse ônibus Routemaster de dois andares deveria vir em minha direção e parar, mas de uma só vez ele não parou... Então eu coloquei meu pé para fora e passei pelo vidro e eu, como um pêndulo, balancei e fiquei pendurado lá", disse Hoult. Felizmente, ele não se machucou e havia uma fresta de esperança. Hoult "Consegui voltar para casa mais cedo", disse ele com ar de vitória.

### Hobbies
Nas horas vagas joga golfe e treina jiu-jitsu e boxe. Durante sua infância, Hoult jogou basquete para a leitura baseada equipe de Leitura Rockets, que jogaram no Inglês Basketball League. Mais tarde ele foi indicado como embaixador do clube. Ele também segue a Fórmula 1 e participou de vários eventos do Grand Prix em Montreal, Cingapura e Alemanha.

### Características físicas
Nicholas tem um rosto bastante único e único, composto por "impressionantes olhos azuis", mas sua principal atração são suas sobrancelhas, que são chamadas de sobrancelhas vulcanas, por serem semelhantes à espécie à qual Spock pertencia.

### Vida privada
Nicholas Hoult é pai de dois filhos com a modelo californiana Bryana Holly Keilana Bezlaj (1993), com quem mantém um relacionamento desde 12 de dezembro de 2016; seu primeiro filho, Joaquin Nicholas Hoult, nasceu em abril de 2018 e a segunda em outubro de 2022.

## Trajetória profissional

### Anos de 1990
O potencial de atuação de Nicholas foi descoberto aos três anos por um diretor de teatro durante uma performance de uma peça que estrelou o irmão de Nicholas. O diretor ficou impressionado com a capacidade de Nicholas de "se concentrar bem" e ofereceu-lhe um papel em sua próxima produção teatral, The Caucasian Chalk Circle. Hoult começou a participar de audições e aos cinco anos de idade foi lançado no drama de 1996, Intimate Relations, seu primeiro papel no cinema. Mais tarde ele apareceu nos programas de televisão Casualty, Silent Witness, The Bill, Juiz John Deed e Médicos., entre outros. Hoult inicialmente tratou de atuar como um hobby em vez de uma opção de carreira em potencial; Em uma entrevista de março de 2009 ao The Daily Telegraph, ele disse que não estava "apaixonado por isso ... Eu simplesmente gostei. Foi como jogar em um time de futebol. Quando você conseguiu um papel, foi ótimo. E conhecer novas pessoas. Foi um novo mundo excitante ".

### Anos de 2000

#### Papéis pré-adolescentes e adolescentes
A próxima aparição longa-metragem de Hoult aconteceu aos onze anos de idade, ao lado de Hugh Grant, no filme de comédia e drama de 2002 de Chris e Paul Weitz, About a Boy. Hoult inicialmente relutou em fazer um teste para o papel, já que o processo de elenco era demorado e interferia em sua escolaridade. Ele, no entanto, decidiu participar das primeiras rodadas de audições e acabou sendo escalado para o papel de Marcus, um "filho excêntrico de uma mãe solteira, hipócrita e suicida, que é maltratado na escola". About a Boy foi um sucesso comercial, arrecadando mais de 130 milhões de dólares em todo o mundo e recebendo elogios de críticos de cinema. O retrato de Hoult de um aluno solitário foi bem recebido; David Thomas, escrevendo para o The Daily Telegraph, atribuiu o apelo e sucesso do filme ao desempenho de Hoult. Na época em que o filme foi lançado, Hoult havia deixado sua escola em Arborfield e começou a frequentar a Sylvia Young Theatre School, em Londres. Ele disse que a mudança foi difícil; o tempo dele era curto e ele preferia frequentar uma escola regular. Ele ainda não queria continuar atuando como profissão e, aos 14 anos, deixou a Sylvia Young Theatre School em favor da Ranelagh School, uma escola da Igreja da Inglaterra com sede em Berkshire.
Hoult estrelou o filme semi-autobiográfico Wah-Wah (2005) de Richard E. Grant como Ralph Compton, um menino que é forçado a lidar com a desintegração de sua família. O filme, ambientado na Suazilândia na década de 1960, narra o declínio do Império Britânico na África. Hoult fez sua estreia em Hollywood com o filme The Weather Man (2005) de Gore Verbinski como o filho de um apresentador de televisão (Nicolas Cage) passando por uma crise de meia-idade. O filme e o desempenho de Hoult passaram despercebidos. Ambos Wah-Wah e The Weather Man teve um desempenho ruim nas bilheterias.
Hoult foi aluno do Sixth Form College Farnborough em 2006, quando foi escalado para o papel principal do drama adolescente de televisão Skins. Inicialmente, ele era cético em relação à sua capacidade de interpretar Tony Stonem, um anti-herói manipulador e egocêntrico, e identificou mais de perto o personagem de apoio Sid. O programa foi um sucesso e durou sete séries, apenas duas das quais Hoult apareceu. Seu desempenho foi bem recebido; o personagem era popular e Hoult atraiu atenção generalizada. Skins ganhou a Academia Britânica de Artes de Cinema e Televisão (BAFTA) Philip Audience Award, e Hoult foi nomeado para o Prêmio Ninfa de Ouro de Melhor Ator em Série Dramática. O crítico Elliott David elogiou Hoult por sua atuação em uma retrospectiva de 2016, e escreveu que ele "mantém o núcleo inexplicável de seu personagem". Durante seu tempo em Skins, Hoult sentiu-se sobrecarregado pela atenção que recebeu e considerou a interrupção da atuação em determinado momento. Em vez disso, ele deixou a escola no final de Skins ' primeira temporada e optou por se concentrar unicamente na atuação.

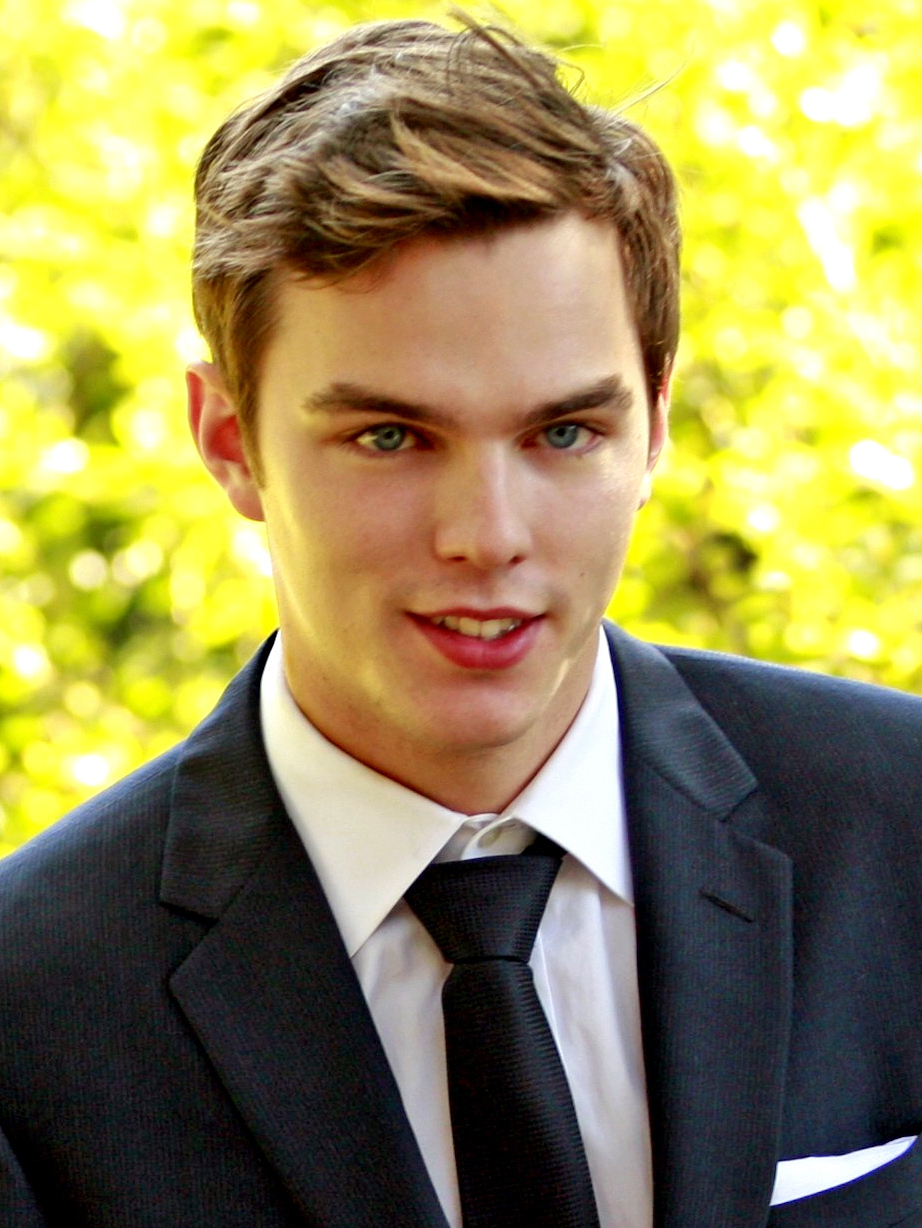
Nicholas Hoult no Festival Internacional de Cinema de Santa Bárbara em 2009.

Hoult apareceu brevemente como Stefan Fredman no episódio piloto da série de televisão britânica Wallander. Mais tarde, ele fez sua estreia no teatro do West End como Mark, o protagonista na peça de maioridade de William Sutcliffe, New Boy; a produção estreou na Trafalgar Studios e teve recorde de vendas de ingressos, o que foi atribuído principalmente à popularidade de Hoult entre os espectadores de Skins. A peça foi encenada por uma semana em março de 2009, porque Hoult havia se comprometido com uma parte do filme de fantasia e aventura Clash of the Titans (2010), cujas filmagens foram programadas para meados de 2010. O desempenho de Hoult como Mark, um "ferozmente brilhante e articulado, mas sexualmente confuso" recebeu respostas mistas dos críticos. Dominic Cavendish, do The Daily Telegraph, escreveu que seu desempenho foi persuasivo, mas Lyn Gardner, do The Guardian, achou-o mediano e destacou sua incapacidade de revelar a "tensão sexual não resolvida sob as brincadeiras". Clash of the Titans foi criticado pela crítica, mas foi um sucesso nas bilheterias, arrecadando quase US$ 500 000 000 em todo o mundo.

#### Primeiro papel adulto
Hoult próxima apareceu em A Single Man (2009) de Tom Ford, depois que o ator originalmente escalado para o papel de Kenny Potter deixou o filme poucos dias antes das filmagens começou. Hoult já havia mostrado interesse no projeto e enviado uma fita de audição gravada; ele acabou sendo escolhido para o papel de Kenny, um estudante universitário homossexual que ajuda um professor universitário, interpretado por Colin Firth, a lidar com sua dor. Como o papel foi seu primeiro como um personagem americano, Hoult trabalhou em seu sotaque; Sukhdev Sandhu, do The Daily Telegraph, observou a escolha de Ford de lançar tanto atores britânicos como americanos (Hoult e Matthew Goode) e vice-versa (Julianne Moore).

### Anos de 2010

#### Hollywood: papéis em grandes produções cinematográficas
Hoult foi escalado como Nux no filme de ação Mad Max: Fury Road, de George Miller; o projeto passou vários anos no desenvolvimento porque os planos para um quarto filme da franquia Mad Max encontravam dificuldades financeiras. As filmagens foram planejadas para meados de 2010, mas fortes chuvas causaram graves atrasos durante a pré-produção na Austrália. Sem outros compromissos imediatos, Hoult começou a procurar outras perspectivas. Ele foi escalado para o papel de Hank McCoy/Fera para a série de filmes X-Men, devido à sua habilidade de interpretar alguém "gentil com a capacidade de ser feroz".  Hoult se familiarizou com seu personagem; ele disse que "formulou sua própria versão de Fera" e se inspirou na performance de Kelsey Grammer no X-Men: The Last Stand (2006), porque ele queria imitar o charme e a eloquência de Grammer. Hoult aprendeu a falar em um dialeto semelhante ao de Grammer sem tentar imitá-lo. Ele também passou por treinamento físico e ganhou peso para melhor se adequar ao seu caráter. O filme, que foi amplamente elogiado pela crítica por seu roteiro e performances, teve um desempenho moderado nas bilheterias, arrecadando cerca de US$ 353 milhões contra um orçamento de produção de US $ 160 milhões. Embora tenha sido a produção de menor classificação em toda a série em termos de receita, Chris Aronson da 20th Century Fox considerou "um excelente começo para um novo capítulo da franquia". Ele reprisou o papel de Hank McCoy/Fera nos seguintes episódios da saga: X-Men: Dias de um Futuro Esquecido (2015) de Bryan Singer, que arrecadou mais de US$ 747 milhões em todo o mundo; pela terceira vez no filme X-Men: Apocalipse (2016), arrecadando cerca de US$ 540 milhões, e em Dark Phoenix (2019).

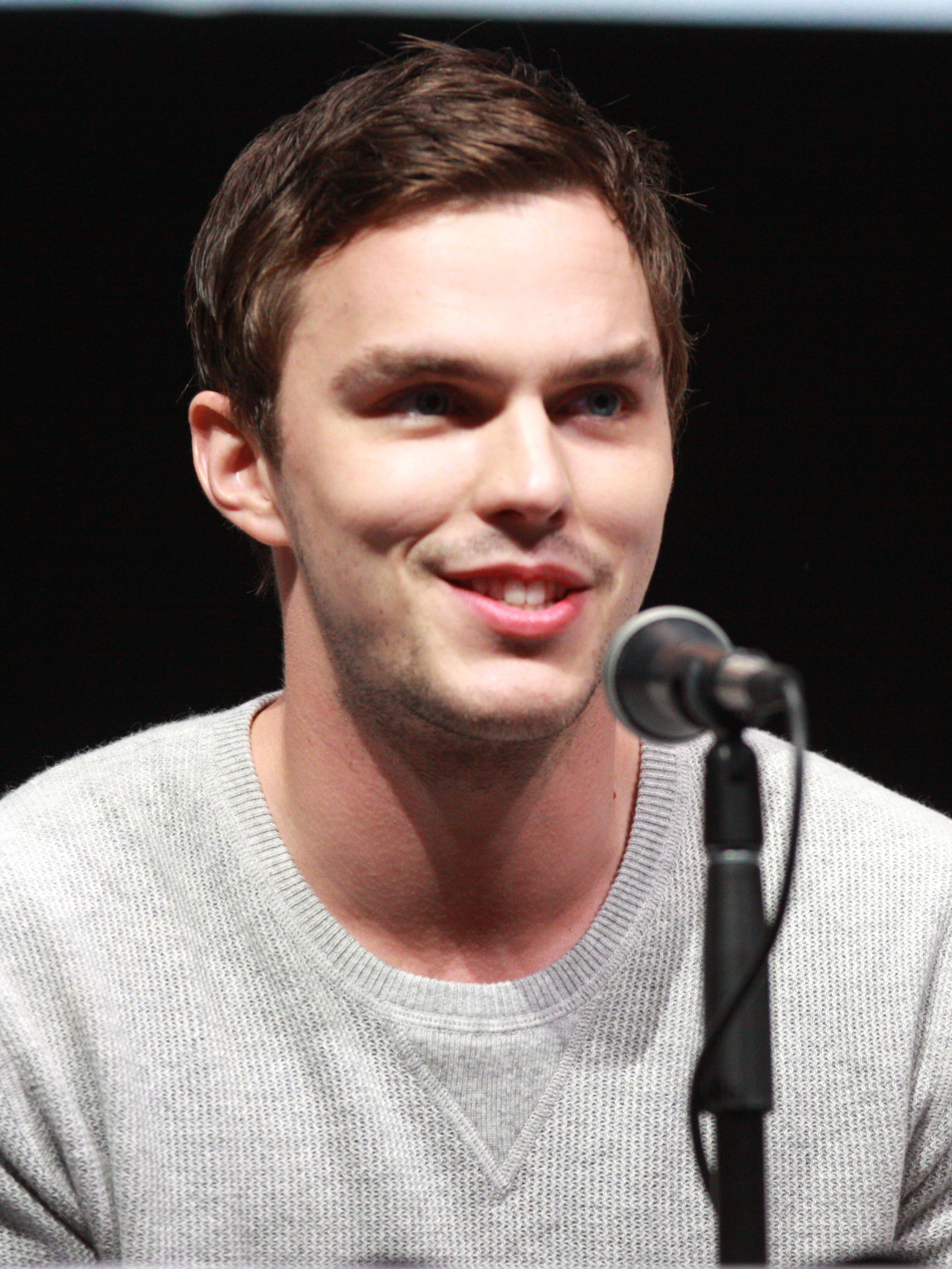
Hoult na Comic Con de San Diego em 2013.

Mad Max: Fury Road foi finalmente filmado em 2012 no deserto da Namíbia. Miller concebeu Nux, um escravo doente terminal, como um "piloto quase kamikaze"; Hoult disse sobre seu caráter; "Ele é muito entusiasta e comprometido e carinhoso, mas também meio desajeitado". Hoult raspou a cabeça e seguiu uma dieta rigorosa porque seu papel exigia que ele perdesse muito peso. Ele também falou sobre realizar acrobacias no filme, descrevendo toda a experiência como "assustadora", mas comparou favoravelmente a equipe de dublês e a escolha de Miller de incorporar seqüências de ação reais em vez de usar uma tela verde, Fury Road foi aclamada pela crítica em 14 de maio de 2015 e faturou mais de US$ 378 milhões em todo o mundo, tornando-se o filme de maior bilheteria da franquia Mad Max. Os aspectos técnicos e seqüências de dublês atraíram elogios dos críticos de cinema e foram creditados por reviverem o interesse na série, A performance "fabulosamente desequilibrada" de Hoult foi elogiada por Robbie Collin do The Daily Telegraph.
Em 2013, Hoult atuou em dois grandes filmes; Ele primeiro interpretou um zumbi chamado R na comédia romântica de Jonathan Levine, Warm Bodies, que foi lançado em 1 de fevereiro. Uma adaptação de Isaac Marion de novo com o mesmo nome, o filme é apresentado de ponto de vista da personagem central, principalmente através de narrativa. Levine disse que teve dificuldades em encontrar um ator adequado para interpretar R até conhecer Hoult, que foi atraído pelo projeto - que ele descreveu como "muito mais do que um filme de terror" devido ao uso de múltiplas culturas pop e alusões literárias. Para se preparar para o papel de um zumbi, Hoult e os outros atores praticaram com os artistas do Cirque du Soleil; ele disse sobre a experiência; "tiramos nossos sapatos em um estúdio de dança ... meio que crescemos para fora da parede e deixamos nossos corpos muito pesados". O filme recebeu resposta positiva da crítica e do público.
O próximo filme de Hoult, a aventura de fantasia de Bryan Singer em 2013, Jack the Giant Slayer, falhou nas bilheterias e recebeu uma resposta mista dos críticos. Ele interpretou o herói homônimo no filme, que é baseado nos contos de fadas britânicos "Jack the Giant Killer" e "Jack and the Beanstalk".

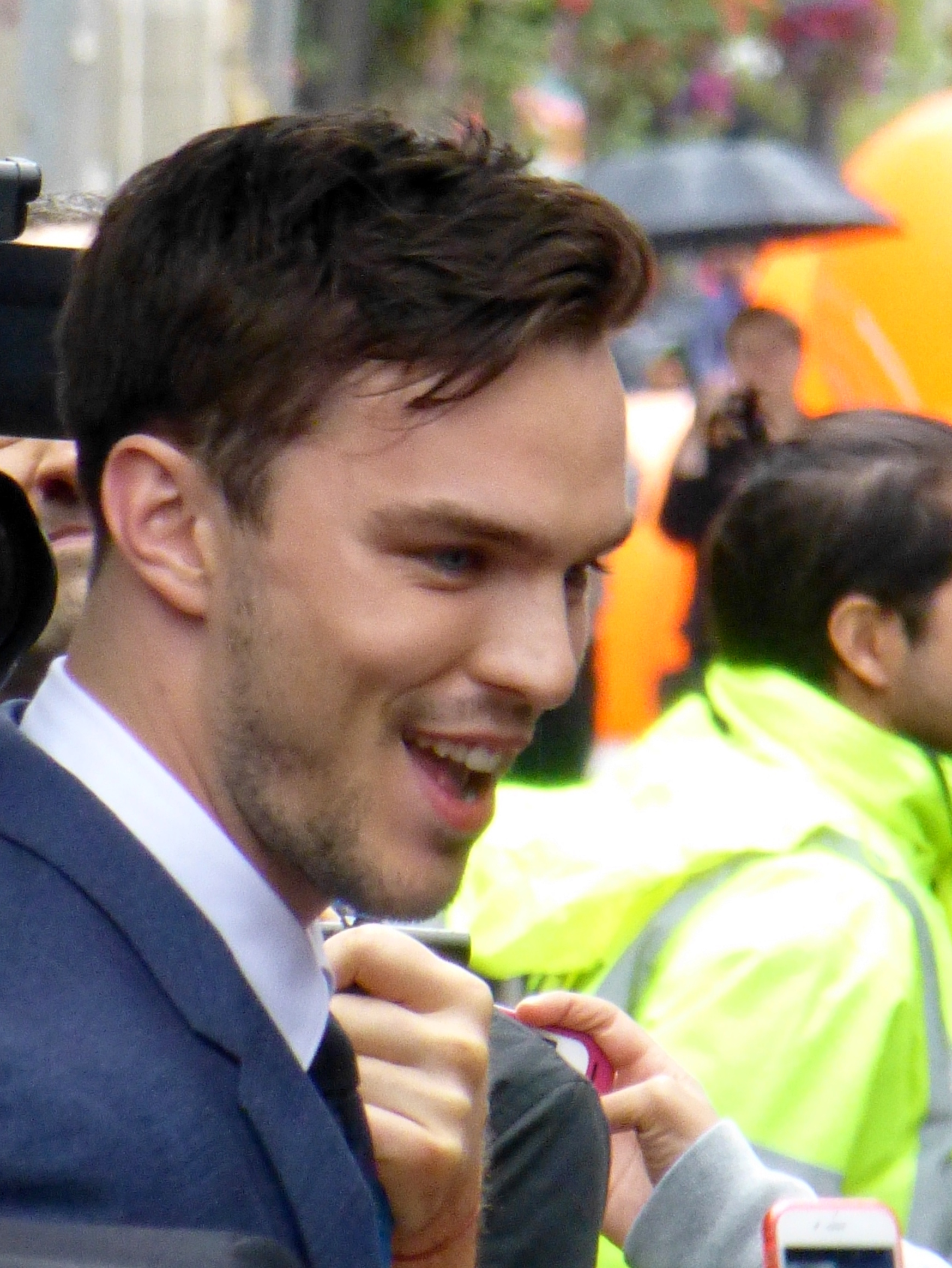
Hoult no Festival Internacional de Cinema de Toronto em 2015.

#### Filmes independentes
Hoult apareceu então no filme de ficção científica, Young Ones (2014), de Jake Paltrow. Ambientado em um futuro distópico onde a água é escassa, o filme teve Hoult interpretando Flem Lever, um jovem que está tentando reivindicar a terra de propriedade do personagem central do filme, Ernest Holm (Michael Shannon). Hoult achou que o papel era diferente de qualquer outro trabalho anterior e disse que as escolhas questionáveis de seu personagem durante todo o filme o intrigaram. Hoult leu romances escritos por SE Hinton para se preparar para o papel. O filme foi filmado em um local deserto na África do Sul; Hoult disse que as filmagens nas condições de tempo quente eram difíceis, mas o cenário "bonito" ajudou a contar melhor a história. Ele e sua co-estrela, Elle Fanning, disseram que também os tornaram mais conscientes das preocupações ambientais. O filme estreou no Festival de Cinema de Sundance de 2014.
Em 2015, Hoult teve outros três lançamentos, a adaptação cinematográfica do livro de mistério de Gillian Flynn, Dark Places; A comédia de humor negro de Owen Harris, Kill Your Friends (2015), baseada no romance de 2008 com o mesmo nome; e Equals (2015), um drama romântico distópico e de ficção científica dirigido por Drake Doremus, todos dos quais foram fracassos críticos e estão entre os filmes de menor bilheteria de sua carreira. A resposta ao desempenho de Hoult em Equals foi relativamente melhor; Peter Travers apelidou ele e sua co-estrela Kristen Stewart de "silenciosamente devastadora" e Katie Walsh, escrevendo para o Los Angeles Times, disse que a dupla "combinava perfeitamente com sua beleza andrógina e com suas performances de uma humanidade reprimida".

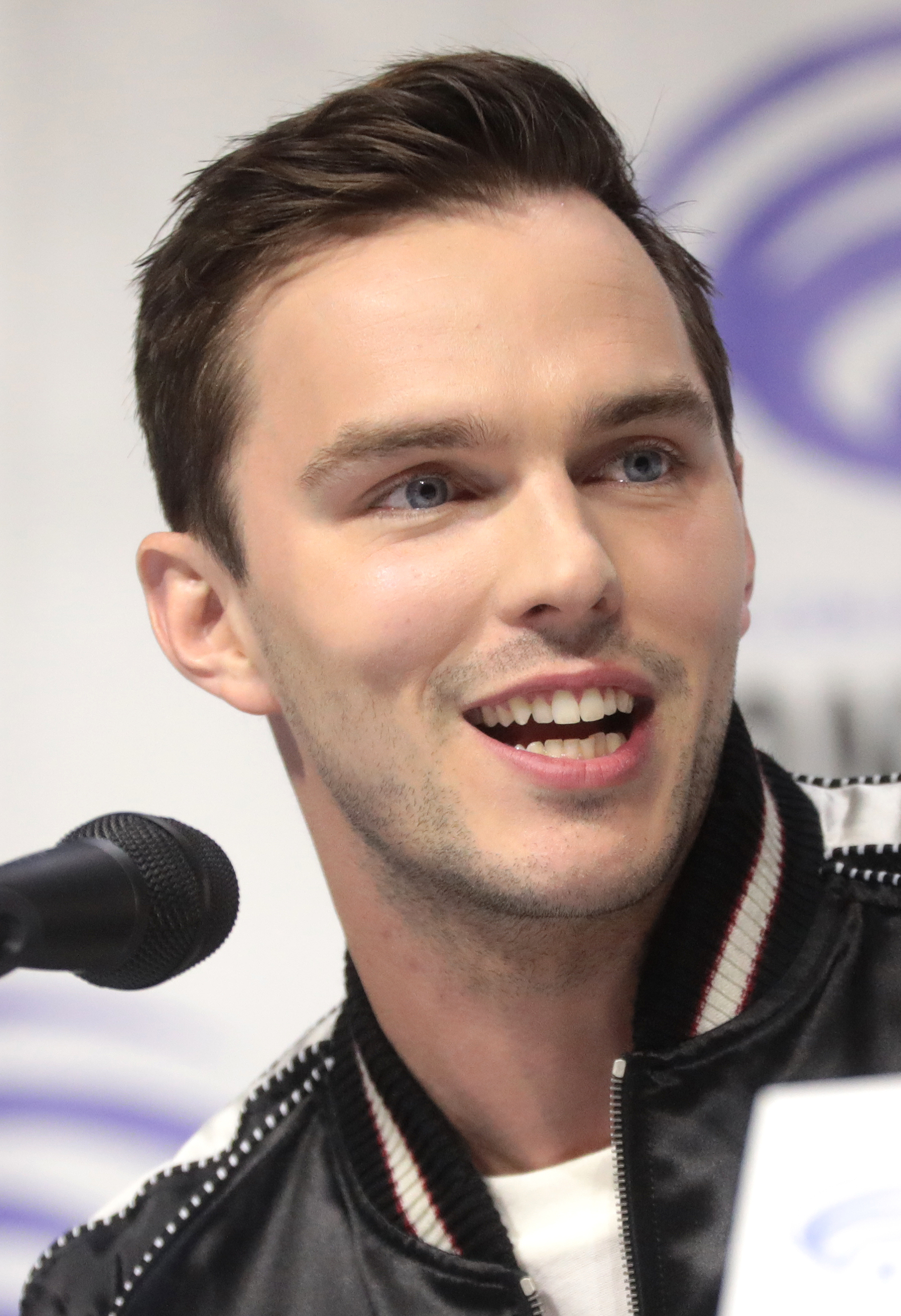
Hoult em 2019 no WonderCon.

O filme de ação Collide, que teve a estrela de Hoult como traficante de drogas, foi lançado nos Estados Unidos em fevereiro de 2017, devido à má resposta do público e da crítica; O filme recebeu críticas negativas; seu desempenho de bilheteria sombrio foi atribuído ao marketing deficiente e aos múltiplos atrasos causados pela falência do capítulo 11 de 2015 de sua produtora Relativity Media.  As respostas ao próximo filme de Hoult, o drama de romance Newness, foram mais entusiasmadas. A produção teve sua estreia mundial no Festival de Cinema de Sundance de 2017; estrelou Hoult e Laia Costa como um casal de Los Angeles que se reúne através de encontros on-line começar um relacionamento aberto. Drake Doremus, o diretor do filme, disse que o papel de Hoult era diferente de seu trabalho anterior; "um desempenho muito complexo e emocionalmente maduro que ainda não vimos".

#### Figuras históricas e biográficas
Hoult estrelou uma série de filmes biográficos e históricos em 2017; ele disse que preferia interpretar personagens que pudessem ajudá-lo a melhorar como ator e que os "atores que eu admiro começaram a fazer seu melhor trabalho aos 30 e poucos anos e eu vou atingir essa idade ... Eu só estou tentando aprender". Ele retratou o autor americano, JD Salinger em Rebel in the Rye de Daniel Strong, que narra a vida de Salinger desde a sua juventude à II Guerra Mundial era e os anos anteriores à publicação do seu romance de estreia, O Apanhador no Campo de Centeio. Hoult fez o teste para o papel porque ficou intrigado com o roteiro do filme e a personalidade enigmática de Salinger; "Eu não sabia que ele lutou na segunda guerra mundial, intermitente ou que ele se interessou pela filosofia, meditou e fez yoga". Para se preparar para o papel, Hoult leu The Catcher in the Rye e biografias sobre Salinger. Hoult disse que o maior desafio era conseguir um entendimento real do personagem de Salinger; "Todo mundo tem uma ideia de Salinger em sua mente ... você está criando um personagem que as pessoas têm sentimentos muito fortes sobre. Você não pode provar ser certo ou errado através de impressões." Rebel in the Rye abriu para uma resposta pobre dos críticos de cinema.

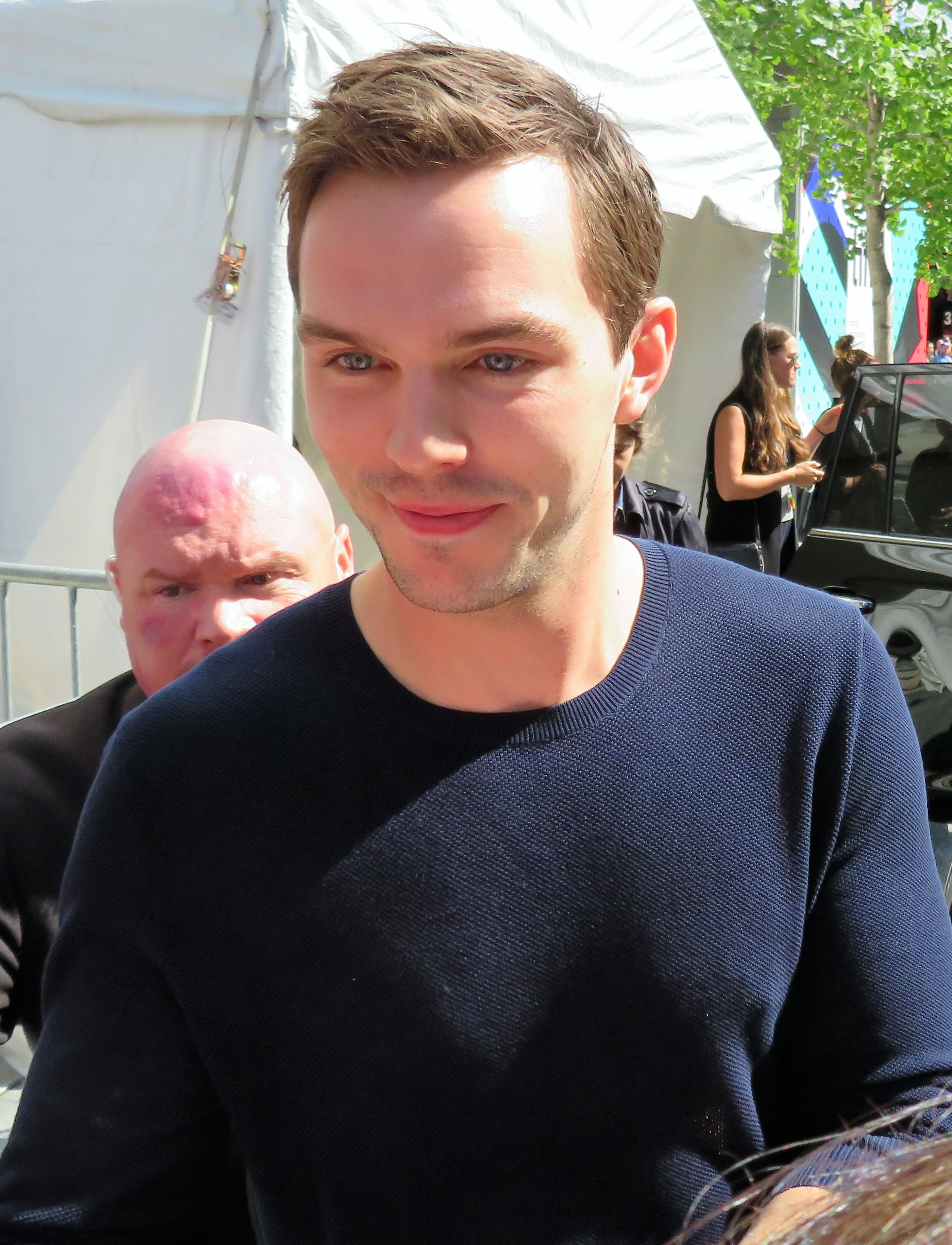
Hoult em um evento para The Current War em 2017.

Hoult co-estrelou com Benedict Cumberbatch e Michael Shannon em The Current War, uma dramatização da rivalidade entre os pioneiros elétricos Thomas Edison e George Westinghouse, interpretada por Cumberbatch e Shannon, respectivamente. Hoult foi escalado para o papel de Nikola Tesla, para o qual ele cresceu um bigode e participou de aulas de ciência sobre eletromagnetismo e dínamos. Ele perdeu peso por seu papel seguindo uma dieta rigorosa. Hoult em seguida estrelou como um soldado americano em Sand Castle, uma produção que ele descreveu como um filme de guerra muito diferente "''em termos de ritmo e emoção ... muito sob a superfície, essa futilidade ideia de guerra''". Ele relembrou a experiência de filmagem nas bases militares jordanianas praticando procedimentos de limpeza: “''nós colocamos essas máscaras, recebemos essas armas, colocamos dentro desta casa de breu… tentamos caçar esses bandidos escondidos lá dentro. Você está em todas as artes ... a adrenalina começa a bombear''". Lançado na Netflix em abril de 2017.
Em 2018, ele co-estrelou no drama aclamado pela crítica The Favorite como Robert Harley, 1 º Conde de Oxford e Earl Mortimer. Um dos passatempos favoritos de Nicholas Hoult durante as filmagens de A Favorita foi nomear cada uma das perucas que seu personagem usou ao longo da história. A confissão foi feita por um dos maquiadores do filme, que garantiu que Hoult se divertiu muito com esse exercício de imaginação. Ele co-estrelou True History of the Kelly Gang (2019) ao lado de George MacKay, Charlie Hunnam e Russell Crowe.
Em 2019, gravou, junto com os atores Anthony Mackie e Samuel L. Jackson, o filme The Banker (2020) distribuído pela Apple TV+ em um filme inspirado em acontecimentos reais que fala sobre o “sonho americano” na década de 1960. O filme e as atuações obtiveram boas críticas. Aos 29 anos, estrelou Tolkien (2019) junto com Lily Collins, filme biográfico que conta a vida do professor de inglês, filólogo e escritor J. R. R. Tolkien, autor dos romances The Hobbit, O Senhor dos Anéis e O Silmarillion.

### Anos de 2020

#### The Great: grande elogio
Hoult começou a interpretar o imperador Pedro III da Rússia na série de comédia dramática de ficção histórica The Great (2020-2023) ao lado da atriz Elle Fanning no papel de Catarina II da Rússia. “Não creio que muitas vezes você tenha a oportunidade de fazer algo tão completo: ser desprezível e engraçado, mas também, espero, bastante cativante e estranho”, disse Hoult. A série propõe uma história anacrônica e alternativa aos acontecimentos reais, conta como Catarina se tornou imperatriz da Rússia junto com seu marido Pedro, herdeiro do trono russo. “Não pensei que iria gostar de interpretar uma personagem durante tanto tempo. Anteriormente, eu evitava fazer isso. E então eu estava completamente errado, o que fiquei muito feliz em dizer. Acho que foi definitivamente o momento certo para ele ser morto. Mas também, se fosse certo para o personagem, eu continuaria interpretando. Essa foi a coisa estranha sobre o fim. Eu pensei: Ah, nunca mais escreverei um diálogo como esse e um personagem tão único como esse”, comentou Hoult. Ao longo de suas três temporadas, a série e seu desempenho foram aclamados pela crítica. Foi indicado a dois Globos de Ouro e um Primetime Emmy Award, entre muitos outros, de Melhor Ator Principal em Série de Comédia. E obteve uma classificação de 94% no Rotten Tomatoes e apareceu em muitas listas de melhores séries de 2020-2023.

#### Produtor de cinema e membro da Academia de Artes e Ciências Cinematográficas
Em 2020 criou sua própria produtora cinematográfica: Dead Duck Films.
 «Sempre adorei o processo criativo de fazer filmes, do início ao fim, e me sinto muito sortudo por ter aprendido com as pessoas incrivelmente talentosas com quem trabalhei ao longo dos anos. Estou muito feliz em lançar esta empresa e embarcar nesta jornada ao lado de parceiros tão brilhantes» - Nicholas Hoult
«Acho que são dois processos diferentes, claro, atuar continua a ser uma parte fundamental para mim, mas considero que no meu desenvolvimento como ator tenho que aprender mais sobre filmagem e edição, bem como o que acontece nos diferentes departamentos para certifique-se de que o que é visto na tela seja agradável para o público. Está sendo mais envolvido e eu realmente gosto muito disso. Atuar e saber produzir permite chegar a outro patamar e isso é positivo.» - Nicholas Hoult.
Ele dividiu o papel com Angelina Jolie e Jon Bernthal no filme de ação americano Those Who Wish Me Dead (2021). Ele estrelou o filme de comédia negra The Menu (2022), ao lado de Ralph Fiennes e Anya Taylor-Joy e recebeu críticas positivas por interpretar um fã obsessivo da alta gastronomia.
Em 2023 teve a experiência particular de ser Renfield, assistente do Drácula, interpretado por Nicolas Cage, no filme Renfield (2023), longa que mistura cinema de ação com terror para contar, de forma moderna e divertida, a relação tóxica com vampiro. Uma história do Drácula, mas com um toque moderno; "..então, o Renfield que vimos, você sabe, nos romances e filmes anteriores de Bram Stoker, ele está vivendo na sombra de seu chefe neste relacionamento muito tóxico por um tempo, e então, através das circunstâncias deste No filme, ele começa a perceber que não era isso que ele queria na vida e, de alguma forma, foi enganado e preso nesse relacionamento. E ele começa a encontrar sua voz e habilidade para finalmente se tornar um herói”, disse Hoult.
O diretor Chris McKay chegou a dizer que “não haveria filme sem ele”, referindo-se a Hoult.
Em junho de 2023, foi convidado a ser membro da Academia de Artes e Ciências Cinematográficas no ramo de ator.  Fazer parte desta seleta comunidade é um reconhecimento da significativa contribuição que cada membro deu em sua respectiva área de especialização.

#### Ator de voz edança

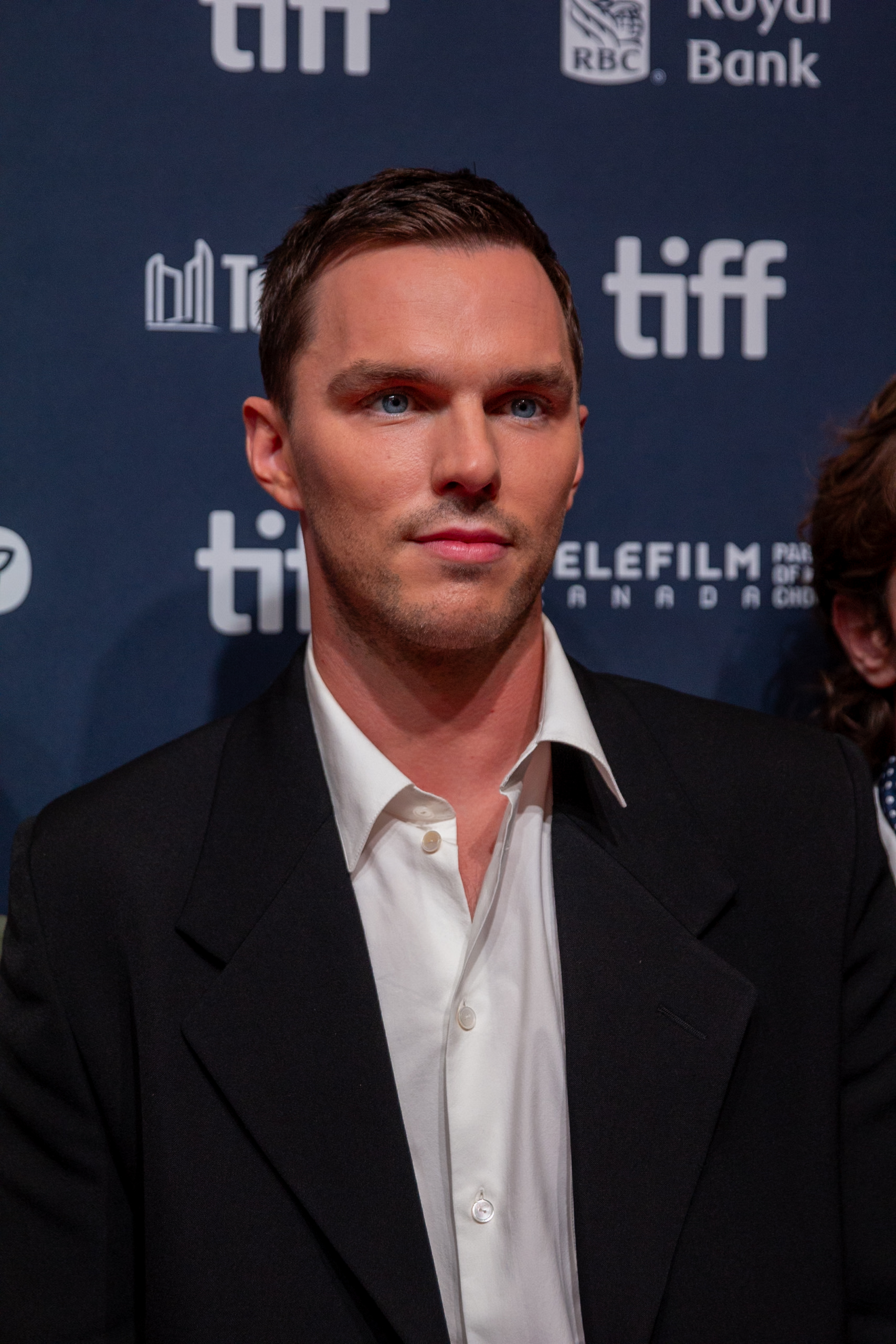
Nicholas Hoult no Festival Internacional de Cinema de Toronto de 2024.

Hoult também é ator vocal, dando voz a diversos personagens animados; como o personagem Jon Arbuckle no filme de animação The Garfield Movie (2024), o personagem Ace Ezequiel no filme Metegol (2013), o personagem Fiver na série Watership Down (2018), ou o personagem de Patrick na série Crossing Swords (2020-2021).
Em dezembro de 2023, Nicholas Hoult estrela o videoclipe “Mess it up” dos The Rolling Stones, do álbum Hackney Diamonds. Filmado nos Estados Unidos, o vídeo é caracterizado por um alto nível teatral; Hoult deixa um relacionamento para trás e dança ao longo do tempo. Com o videoclipe, é a segunda vez que Hoult dança para a tela, já que, no filme Renfield (2023), em cena deletada da filmagem final de do filme, mas se adicionado à versão Blu-Ray, ele aparece dançando na rua ao som da música "(Your Love Keeps Lifting Me) Higher & Higher" em um flashmob.

#### Um grande ano: 2024
2024 foi definitivamente um ano impressionante para Nicholas Hoult. Quatro filmes de grande porte, trabalhando com diretores lendários como Clint Eastwood e Robert Eggers, além de contracenar com atores como Jude Law, Chris Pratt e Willem Dafoe.

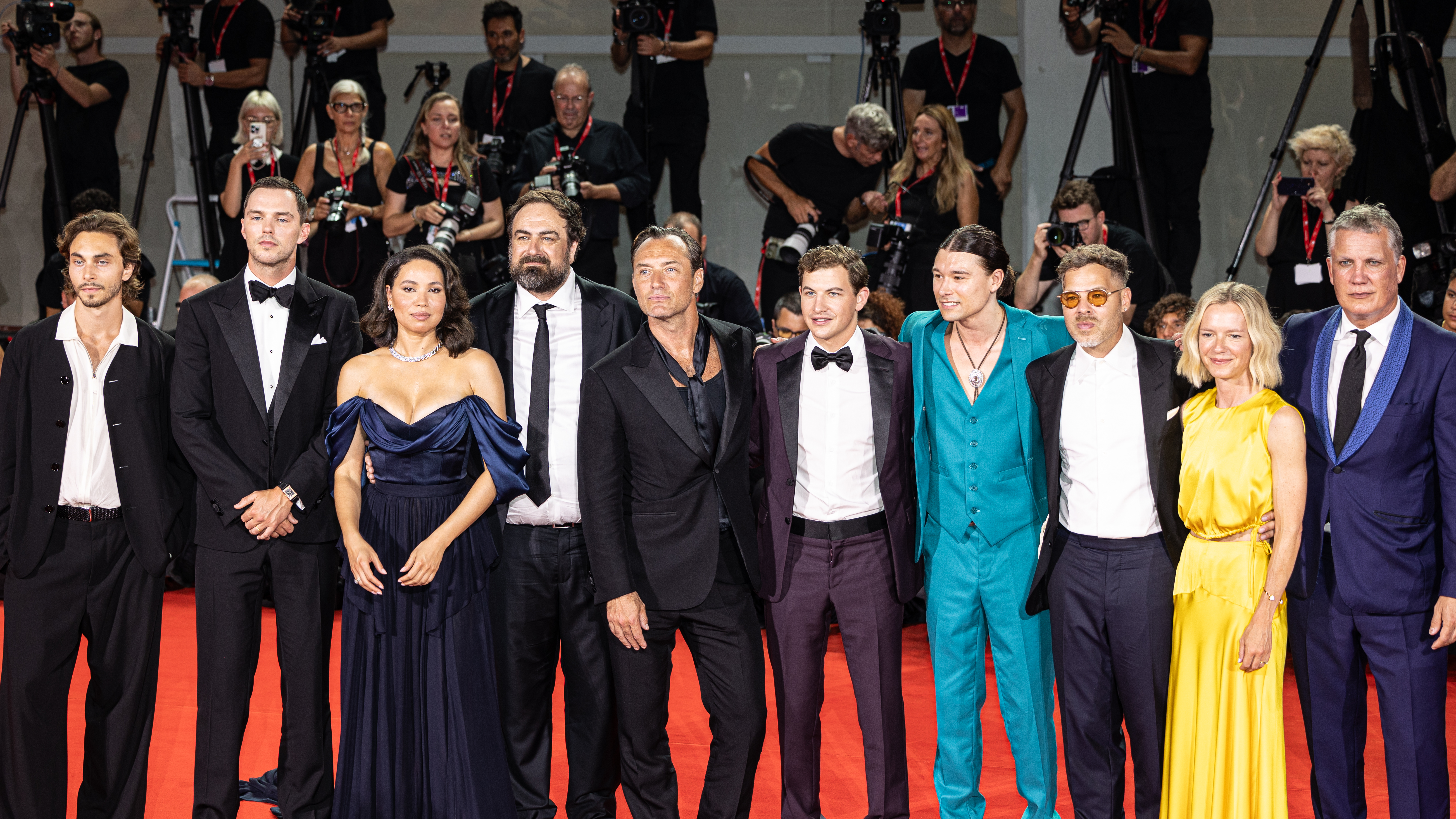
Elenco e equipe do filme The Order no 81º Festival Internacional de Cinema de Veneza.

Ao lado do ator britânico Jude Law, protagoniza o filme baseado em fatos reais The Order (2024), interpretando o radical Bob Mathews, líder do grupo A Ordem. O filme, dirigido por Justin Kurzel, foi exibido na 81ª edição do Festival Internacional de Cinema de Veneza em 31 de agosto de 2024, concorrendo ao Leão de Ouro, e também no Festival Internacional de Cinema de Toronto (TIFF) de 2024. 
A lenda do cinema Clint Eastwood, após se reunir com vários grandes atores de Hollywood, escolheu Hoult como o candidato ideal para interpretar Justin Kemp no filme Juror No. 2 (2024)  estrelado por Hoult ao lado de Toni Collette. O thriller se desenrola durante um julgamento midiático de um assassinato de alto perfil, focando em Kemp, um jurado que enfrenta um grave dilema moral ao perceber que pode ter sido o responsável pela morte violenta da vítima. O longa estreia em 27 de outubro de 2024 no TCL Chinese Theatre, encerrando a 38ª edição do AFI Fest 2024.
O cineasta Robert Eggers escolheu Hoult para interpretar Thomas Hutter no filme de terror gótico Nosferatu (2024), ao lado de um elenco que inclui Bill Skarsgård, Lily-Rose Depp, Aaron Taylor-Johnson e Willem Dafoe. A trama acompanha Hutter, um agente imobiliário que viaja até as montanhas da Transilvânia para finalizar a venda de uma propriedade ao Conde Orlok. Após uma viagem cheia de experiências assustadoras, ele é recebido pelo solícito anfitrião, mas logo descobre marcas de presas em seu corpo e percebe que Orlok é, na verdade, um vampiro. Segundo Eggers, a interpretação de Hoult adiciona “uma nova camada de terror a essa história clássica” e destaca que ele tem “sua própria cena de transformação”, com uma atuação ameaçadora que “cativa e aterroriza”.  

#### Lex Luthor

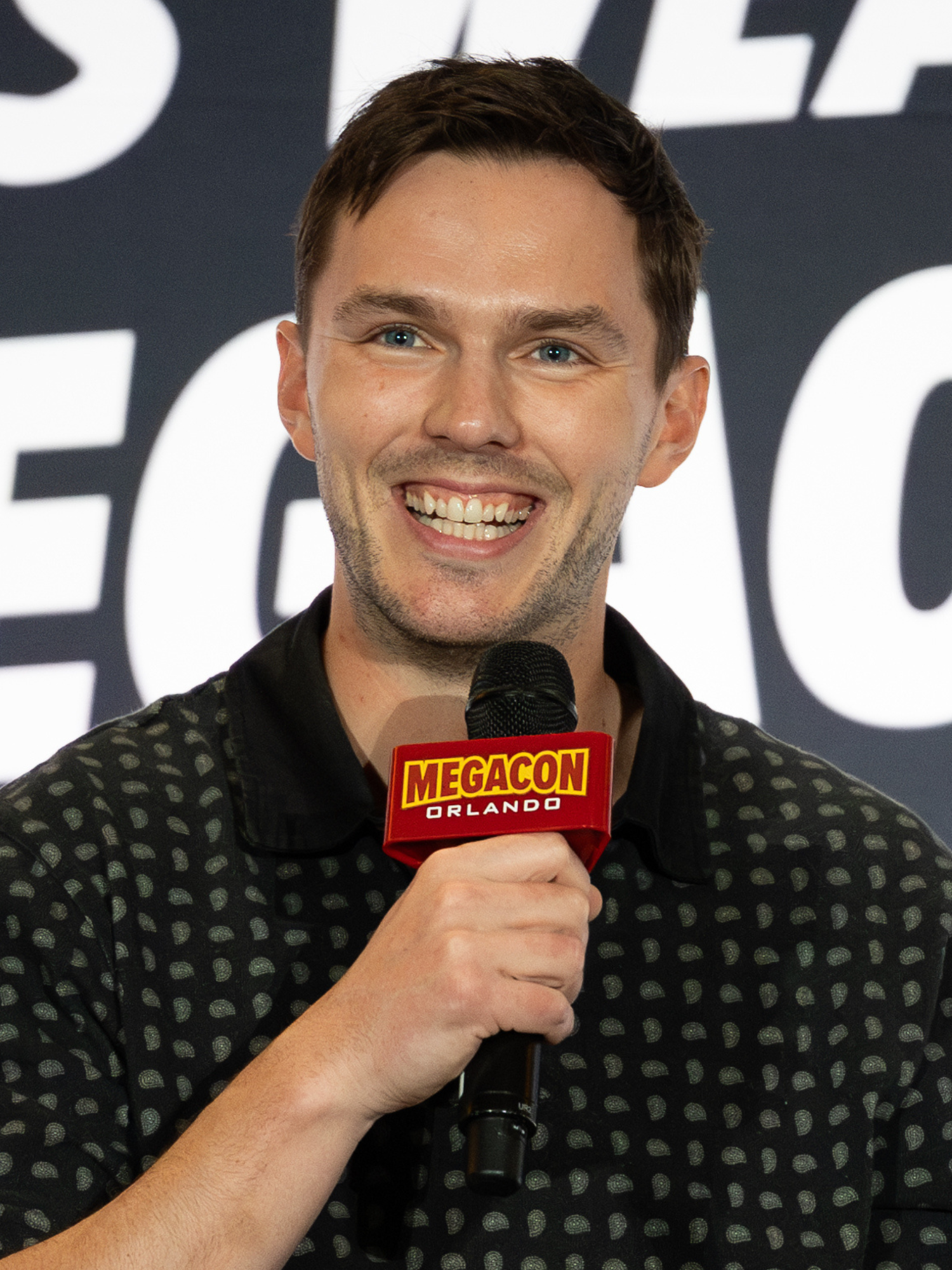
Nicholas Hoult, MEGACON Orlando 2025.

A Warner Bros. contratou Hoult para interpretar o vilão Lex Luthor na franquia do universo cinematográfico DCU — ou Universo DC. Desde o início, Hoult estava interessado em Luthor, mas o cineasta James Gunn estava considerando atores com quem já havia trabalhado antes. Assim, Hoult foi descartado e acabou se candidatando para o papel de Superman. Ele realizou testes de tela presenciais nos estúdios da Warner Bros. em Burbank, com Gunn e o produtor Peter Safran. O ator fez testes de maquiagem e figurino como Clark Kent, atuando ao lado de Rachel Brosnahan no papel de Lois Lane. No final, o papel ficou com o ator David Corenswet, e não estava claro se Hoult ainda disputaria o papel de Luthor. No entanto, no final de 2023, vazaram informações de que as negociações haviam sido retomadas e, em dezembro, James Gunn confirmou que Hoult havia assinado o contrato para interpretar Luthor. A primeira aparição de Hoult como Lex Luthor no DCU será no filme Superman (2025).

#### Futuro
Hoult estrelará The Incomer, uma comédia com influências do folclore escocês que marca a estreia cinematográfica do diretor Louis Paxton e que será filmada na Escócia.
Ele também será o protagonista de How to Rob a Bank (2026), um filme de ação e crime dirigido pelo cineasta David Leitch, com roteiro de Mark Bianculli, produzido pela Amazon MGM Studios. O filme gira em torno de um grupo de indivíduos que planeja e executa um ousado assalto a banco, mas que enfrenta eventos inesperados que testarão sua lealdade e habilidades. A produção foi filmada em Pittsburgh em junho de 2025 e continuará até agosto. A estreia está prevista para 4 de setembro de 2026. 

## Trabalho filantrópico
Hoult é um filantropo e apoia várias instituições de caridade; Ele tem sido associado a organizações que apoiam crianças. Foi nomeado o primeiro Embaixador da Sociedade Nacional para a Prevenção da Crueldade para com as Crianças (NSPCC), por apoiar as atividades da caridade destinadas a crianças e jovens. Desde 2009, ele também está envolvido com o Teenage Cancer Trust; Ele continua a visitar pacientes apoiados pela organização e ajudou a promover suas campanhas de conscientização, incluindo a campanha de segurança solar "Shunburn". Hoult foi introduzido no Hall da Fama NSPCC em 2010, por suas contribuições para a campanha contra a violência infantil.
Hoult visitou Nairóbi, no Quénia, como parte de um projeto da Christian Aid que visa fornecer água limpa e saneamento. Durante sua estada ele conheceu a população local e ajudou a limpar a localidade. Ele disse sobre sua experiência; "Eu conheci grandes pessoas fazendo o melhor da situação ... é de partir o coração de muitas maneiras ver as condições de vida". Hoult também participou do Rickshaw Run em janeiro de 2017, no qual os participantes dirigiram um riquixá de automóveis por 3 000 quilômetros em toda a Índia para arrecadar fundos para o Teenage Cancer Trust e o World Wide Fund for Nature. Ele também foi associado ao Jeans for Refugees, uma iniciativa de projeto e captação de recursos destinada a ajudar refugiados em todo o mundo. Ele doou uma calça jeans assinada para a organização; Os lucros da campanha foram doados à agência de apoio a refugiados International Rescue Committee.
Em 2021, para a Save the Children UK, ela fez parte da campanha de Misan Harriman para ajudar a aumentar a conscientização sobre as mudanças urgentes que as crianças desejam ver no mundo; Proibir o plástico. Reduzir a poluição.
Em junho de 2022, fez parte da campanha #BeAWaterLover da Biotherm #BeAWaterLover para aumentar a conscientização sobre a preservação dos oceanos e anunciar seu compromisso de se tornar Ocean Positive até 2030.
Em 2022 e 2023, ele defendeu a campanha Acqua for Life da Armani; uma iniciativa para promover o acesso à água potável. Acqua for Life tem sido uma fonte de água potável para 590.000 pessoas em 23 países e pretende ser uma fonte para 1 milhão de pessoas até 2030.

## Filmografia

### Cinema
| Ano  | Título Original                | Título (Brasil)                    | Papel                  |
| ---- | ------------------------------ | ---------------------------------- | ---------------------- |
| 1996 | Intimate Relations             | Intimate Relations                 | Bobby                  |
| 2002 | About a Boy                    | Um Grande Garoto                   | Marcus Brewer          |
| 2005 | Wah-Wah                        | A Conquista da Liberdade           | Ralph Compton (aos 14) |
| 2005 | The Weather Man                | O Sol de Cada Manhã                | Mike Spritzel          |
| 2006 | Kidulthood                     | Juventude Rebelde                  | Blake                  |
| 2009 | A Single Man                   | Direito de Amar                    | Kenny Potter           |
| 2010 | Clash of the Titans            | Fúria de Titãs                     | Eusebios               |
| 2011 | X-Men: First Class             | X-Men: Primeira Classe             | Hank McCoy / The Beast |
| 2013 | Warm Bodies                    | Meu Namorado é um Zumbi            | R                      |
| 2013 | Jack the Giant Slayer          | Jack - O Caçador de Gigantes       | Jack                   |
| 2014 | X-Men: Days of Future Past     | X-Men: Dias de um Futuro Esquecido | Hank McCoy / The Beast |
| 2014 | Young Ones                     | Os Mais Jovens                     | Flem Lever             |
| 2015 | Mad Max: Fury Road             | Mad Max: Estrada da Fúria          | Nux                    |
| 2015 | Kill Your Friends              | Sucesso Acima de Tudo              | Steven Stelfox         |
| 2015 | Equals                         | Quando Eu te Conheci               | Silas                  |
| 2015 | Underdogs                      | Um Time Show de Bola               | Ace (voz)              |
| 2015 | Autobahn                       | Collide                            | Casey                  |
| 2016 | X-Men: Apocalipse              | X-Men: Apocalipse                  | Hank McCoy / The Beast |
| 2017 | Sand Castle                    | Castelo de Areia                   | Matt Ocre              |
| 2017 | Newness                        | Newness                            | Martin Hallock         |
| 2018 | The Favourite                  | A Favorita                         | Robert Harley          |
| 2019 | Tolkien                        | Tolkien                            | J. R. R. Tolkien       |
| 2019 | X-Men: Dark Phoenix            | X-Men: Fênix Negra                 | Hank McCoy / The Beast |
| 2019 | True History of the Kelly Gang | A Verdadeira História de Ned Kelly | Constable Fitzpatrick  |
| 2020 | The Banker                     | The Banker                         | Matt Steiner           |
| 2021 | Those Who Wish Me Dead         | Aqueles que Me Desejam a Morte     | Patrick Blackwell      |
| 2022 | The menu                       | O Menu                             | Tyler Ledford          |
| 2023 | Renfield                       | Renfield                           | R. M. Renfield         |
| 2024 | The Garfield Movie             | Garfield: O Filme                  | Jon (voz)              |
| 2024 | The Order                      | The Order                          | Bob Mathews            |
| 2024 | Juror No. 2                    | Juror No. 2                        | Justin Kemp            |
| 2024 | Nosferatu                      | Nosferatu                          | Thomas Hutter          |
| 2025 | Superman                       | Superman                           | Lex Luthor             |
| 2026 | How to Rob a Bank              | -                                  | -                      |
| TBA  | The Incomer                    | -                                  | -                      |

### Televisão
| Ano       | Título                       | Papel                                   | Episódios                                                             |
| --------- | ---------------------------- | --------------------------------------- | --------------------------------------------------------------------- |
| 1996      | Casualty                     | Craig Morrissey                         | episódio: "It Ain't Me, Babe"                                         |
| 1997      | Mr White Goes to Westminster | John                                    | Television film                                                       |
| 1998      | Silent Witness               | Tom Evans                               | episódio: "An Academic Exercise"                                      |
| 1999      | The Ruth Rendell Mysteries   | Barry                                   | episódio: "The Fallen Curtain"                                        |
| 2000      | The Bill                     | Hugh Austin                             | episódio: "The Squad"                                                 |
| 2001      | Doctors                      | Conor Finch                             | episódio: "Unfinished Business"                                       |
| 2001      | Holby City                   | Oscar Banks                             | episódio: "Borrowed Time"                                             |
| 2001      | Magic Grandad                | Tom                                     | 3 episódios                                                           |
| 2001      | Waking the Dead              | Max Bryson                              | 2 episódios                                                           |
| 2001      | World of Pub                 | 11-year-old show presenter              | episódio: "Sixties"                                                   |
| 2002      | Judge John Deed              | Jason Powell                            | episódio: "Everyone's Child"                                          |
| 2002      | Murder in Mind               | Andrew Wilsher                          | episódio: "Memories"                                                  |
| 2002      | Mystery Hunters              | Nicholas Hoult                          | episódio: "Macbeth/Salem"                                             |
| 2003      | Star                         | Bradley Fisher                          | 7 episódios                                                           |
| 2004      | Keen Eddie                   | Edward Mills                            | episódio: "Who Wants to Be in a Club That Would Have Me as a Member?" |
| 2007      | Coming Down the Mountain     | David Phillips                          | Filme para televisão                                                  |
| 2007–2008 | Skins                        | Tony Stonem                             | Papel principal (Temporadas 1–2)                                      |
| 2008      | Wallander                    | Stefan Fredman                          | episódio: "Sidetracked"                                               |
| 2012      | Robot Chicken                | Harry Potter, Captain America (voice)   | episódio: "Collateral Damage in Gang Turf War"                        |
| 2018      | Watership Down               | Fiver (voz)                             | Minisérie                                                             |
| 2020–2021 | Crossing Swords              | Patrick (voz)                           | 20 episódios; também consultoria de produção                          |
| 2020–2023 | The Great                    | Pedro III da Rússia / Yemelyan Pugachev | Papel principal (seasons 1–2-3)                                       |

## Prêmios e Indicações
- Prêmios Astra (anteriormente Prêmios de Televisão da Associação de Críticos de Hollywood)
  - 2022: Melhor Ator em Série de Streaming de Comédia – The Great – Indicado
  - 2023: Melhor Ator em Série de Streaming de Comédia – The Great – Indicado
  - 2024: Melhor Ator em Série de Streaming de Comédia – The Great – Indicado
- Brazil Online Film Award (BOFA)
  - 2025: Melhor Ator – Juror No. 2 – Indicado
- British Academy Television Craft Awards (BAFTA)
  - 2010: Estrela em Ascensão – A Single Man – Indicado
- CinEuphoria Awards
  - 2016: Melhor Ator Coadjuvante – Prêmio do Público – Mad Max: Estrada da Fúria – Vencedor
- Columbus Film Critics Association
  - 2025: Ator do Ano – Juror No. 2 / Garfield / The Order / Nosferatu – Indicado
- Critics' Choice Movie Awards
  - 2002: Melhor Atuação Infantil – About a Boy – Indicado
  - 2018: Melhor Elenco – A Favorita – Vencedor
- Critics' Choice Television Awards
  - 2021: Melhor Ator em Série de Comédia – The Great – Indicado
  - 2022: Melhor Ator em Série de Comédia – The Great – Indicado
- Florida Film Critics Circle Awards
  - 2018: Melhor Elenco – A Favorita – Vencedor
- Festival de Cinema de Giffoni
  - 2016: Prêmio Giffoni – Mad Max: Estrada da Fúria – Vencedor
- Gold Derby Awards
  - 2016: Melhor Elenco – Mad Max: Estrada da Fúria – Indicado
  - 2019: Melhor Elenco – A Favorita – Vencedor
  - 2020: Ator Coadjuvante de Comédia – The Great – Indicado
  - 2020: Elenco da Década – A Favorita – Indicado
  - 2022: Melhor Ator de Comédia – The Great – Indicado
- Golden Globe Awards
  - 2021: Melhor Ator – Série Musical ou de Comédia – The Great – Indicado
  - 2022: Melhor Ator – Série Musical ou de Comédia – The Great – Indicado
- Golden Nymph Awards
  - 2008: Melhor Ator – Série Dramática – Skins – Indicado
- Indiana Film Journalists Association
  - 2018: Melhor Ator Coadjuvante – A Favorita – Indicado
- International Online Cinema Awards (INOCA)
  - 2015: Melhor Ator Coadjuvante – Mad Max: Estrada da Fúria – Indicado
  - 2020: Melhor Ator Coadjuvante em Série de Comédia – The Great – Vencedor
  - 2022: Melhor Ator em Série de Comédia – The Great – Indicado
  - 2023: Melhor Ator em Série de Comédia – The Great – Indicado
- Kids' Choice Awards
  - 2017: Melhor Elenco – X-Men: Apocalipse – Indicado
- London Critics Circle Film Awards
  - 2025: Artista Britânico/Irlandês do Ano – Juror No. 2 / The Order / Nosferatu – Indicado
- MTV Movie & TV Awards
  - 2021: Melhor Vilão – The Great – Indicado
- New Mexico Film Critics
  - 2018: Melhor Elenco – A Favorita – Vencedor
  - 2025: Melhor Ator – Juror No. 2 – Indicado
- North Dakota Film Society
  - 2025: Melhor Elenco – Nosferatu – Indicado

- Oklahoma Film Critics Circle Awards
  - 2025: Melhor Conjunto de Trabalhos – Juror No. 2 / The Order / Nosferatu – Vencedor